# Каланхое Дайгремонта
Каланхое Дайгремонта або Дегремона (Kalanchoe daigremontiana) — вид багаторічних трав'янистих сукулентних рослин роду каланхое, родини товстолистих.

## Загальна біоморфологічна характеристика
Стебло міцне, пряме, при основі часто дерев'яніє. Листки супротивні, черешкові, м'ясисті, темно-зелені, блискучі, видовжено-трикутні, на нижньому боці — з рожевувато-фіолетовими розводами, по краю зубчасті; на кінцях зубців утворюються т. з. «дітки» — маленькі рослинки з листочками і корінцями. Квітки великі, дзвоникоподібні, рожевувато-фіолетові. Цвіте взимку.

## Поширення
Батьківщина рослини — південно-західна частина острова Мадагаскар, де вона росте на піщаних ґрунтах. Натуралізована в багатьох країнах світу. В Україні каланхое Дайгремонта розводять як кімнатну декоративну рослину.

## Сировина
З лікувальною метою використовують сік або свіже подрібнене листя (кашку). Рослина неофіцинальна.
Хімічний склад ще не вивчено.

## Фармакологічні властивості й використання
В народній медицині рослина відома своїми кровоспинними, протизапальними й ранозагоювальними властивостями. Використовують нарівні з каланхое перистим. Крім того, сік або подрібнене листя застосовують при висипах на шкірі й екземах, для зупинення кровотеч при пораненнях. Каланхое Дайгремонта виявляє преципітуючу активність і з цього погляду є перспективним для використання в судовомедичній практиці. За допомогою екстрактів з листя рослини можна ідентифікувати кров і слину людини, материнське молоко. Вид крові вдається ідентифікувати навіть тоді, коли давність плям становить 5 років.
Розведений водою сік з листя каланхое закапують у ніс, і він викликає сильне чхання, коли є потреба прочистити гайморові порожнини під час застуди.